# Split Fiction
Split Fiction is een computerspel dat is ontwikkeld door Hazelight Studios en uitgegeven door Electronic Arts voor de PlayStation 5, Windows, Xbox Series en Switch 2. Het actie-avonturenspel is uitgekomen op 6 maart 2025.
Begin mei 2025 werd bekend dat het spel ruim vier miljoen keer is verkocht.

## Plot
Het verhaal draait om de schrijvers Mio en Zoe, die beide twee verschillende stijlen hebben. Wanneer een machine hun creatieve ideeën steelt, zitten ze gevangen in hun eigen verhalen. Om te kunnen ontsnappen moeten ze verschillende obstakels zien te overwinnen.

## Gameplay
De gameplay van het spel draait volledig om de co-op-modus. De uitdagingen moeten daarom in teamverband worden opgelost. Dit kan door samen te werken met een andere speler via zowel lokale gameplay als online.
Spelers schakelen steeds tussen de verhalen van de protagonisten. Een daarvan is futuristisch en de andere is een fantasieomgeving.
Naarmate het spel vordert, komen er nieuwe vaardigheden en zijmissies bij. Hierdoor kan het spel meerdere keren opnieuw worden gespeeld, om zo een andere afloop uit te spelen.

## Ontvangst
| Recensiescore       | Recensiescore               |
| Recensieverzamelaar | Score                       |
| ------------------- | --------------------------- |
| Metacritic          | 90% (PC) 91% (PS5) 93% (XS) |
| Publicist           | Score                       |
| Destructoid         | 9,5                         |
| Eurogamer           | 5/5                         |
| Famitsu             | 34/40                       |
| GameSpot            | 10                          |
| IGN                 | 9                           |

Split Fiction werd zeer positief ontvangen in recensies. Men prees de gevarieerde en fantasierijke gameplay, maar bekritiseerde het al te serieuze verhaal, dat niet echt bij het spel past.
Op recensieverzamelwebsite Metacritic heeft het spel een gemiddelde score van 91%.